# Richard van der Riet Woolley
Sir Richard van der Riet Woolley (Weymouth, 24 aprile 1906 – Somerset West, 24 dicembre 1986) è stato un astronomo britannico.

## Biografia
Richard van der Riet Woolley è nato a Weymouth nel Dorset, in Gran Bretagna, ma si è trasferito in Sudafrica con la famiglia durante l'infanzia. Dopo la laurea in astronomia all'Università di Cape Town Woolley tornò nel Regno Unito per proseguire con gli studi all'Università di Cambridge.
Successivamente lavorò per due anni all'Osservatorio di Monte Wilson, per poi ritornare in Gran Bretagna nel 1931. Dal 1937 al 1939 è stato "Senior Assistant Observer" all'Osservatorio di Cambridge. Noto per i suoi studi di astronomia solare, nel 1939 fu nominato direttore dell'Osservatorio di Mount Stromlo a Canberra. Nel 1956 tornò in Gran Bretagna per ricoprire la carica di astronomo reale, una posizione che occupò per quindici anni fino al 1971. Dopo il suo ritiro dall'Osservatorio Reale di Greenwich, Woolley fu il direttore del South African Astronomical Observatory dal 1972 al 1976.
Alla fine degli anni settanta andò in pensione e trascorse i suoi ultimi anni in Sudafrica, dove morì nel 1986 all'età di ottant'anni.

## Riconoscimenti
- 1953 – Membro della Royal Society
- 1971 – Medaglia d'oro della Royal Astronomical Society